# Agropalma
A Agropalma é uma empresa produtora de óleos e gorduras vegetal derivados do óleo de palma. A produção de margarina e as operações de Biodiesel, por hora, foram descontinuadas pala empresa em virtude da baixa rentabilidade e pela alta competitividade do mercado, concentrando-se apenas na produção de óleos e gorduras vegetais.
É a maior produtora de óleo de dendê da América Latina.Com 40 mil hec plantados de Palma.
(Outros grandes produtores de Palma na America Latina são Mejer Agroflorestal 15 mil hec e Gorduras Taua 5 mil hec.).